# Portals del carrer Major (la Pobla de Massaluca)
Els Portals del carrer Major és una obra de la Pobla de Massaluca (Terra Alta) inclosa a l'Inventari del Patrimoni Arquitectònic de Catalunya.

## Descripció
Per les dates que figuren a l'entrada de l'església i sobre moltes portes del poble sembla que des de les primeries del segle xviii fins a finals del XIX va haver-hi una llarga època de riquesa i expansió que va permetre la construcció de nombrosos edificis de certa qualitat i els portals reflecteixen la intenció donar a conèixer a la resta del poble el poder econòmic de cada família. Sobre les portes es troba sovint l'escut de la família amb la data de construcció o reconstrucció de l'edifici i, a sobre acostuma a haver-hi una balconada amb una gran llosa de pedra. La majoria de portes que es conserven són originals i de fusta de qualitat, encara que moltes reflecteixen la manca de manteniment.